# Teoria informal de conjunts
La teoria informal de conjunts és una de les diverses teories que han estat desenvolupades entorn del debat dels fonaments de la matemàtica.
Els conjunts tenen una importància fonamental en les matemàtiques; de fet, de manera formal, la mecànica interna de les matemàtiques (nombres, relacions, funcions, etc.) pot definirse en termes de conjunts.

## Requisits
La teoria informal de conjunts és una teoria “no formalitzada”, és a dir que empra un llenguatge quotidià per parlar de conjunts. Per la qual cosa, els connectors « i »; « o »; « no »; « si..., llavors»; « si i només si », no són subjectes de rigoroses definicions.
En els seus inicis, la teoria de conjunts era informal i va ser desenvolupada a finals del segle xix, principalment per Georg Cantor i Gottlob Frege, amb l'objectiu de permetre als matemàtics treballar amb conjunts infinits coherents.
No obstant això, aquesta teoria teoria primigènia permetia definir un conjunt a partir de qualsevol propietat sense cap restricció, cosa que va dur a antinòmies, o paradoxes lògiques, com la paradoxa de Russell, o semàntiques, com la paradoxa de Berry. Com a solció d'aquest conflicte es va elaborar la teoria axiomàtica de conjunts, el propòsit del qual era determinar amb precisió quines definicions de conjunts podien ser emprades. Actualment, es coneix la teoria axiomàtica de conjunts simplement com teoria de conjunts.

## Conjunts, pertinença i igualtat
En la teoria informal de conjunts, un conjunto és descrit com una col·lecció d'objectes ben definida. Aquests objectes són anomenats elements o membres del conjunt i poden ser de qualsevol naturalesa: nombres, persones, altres conjunts, etc. Per exemple, el 4 és un element del conjunt de tots els nombres enters. Òbviament, el conjunt de tots els nombres és infinitament gran; no obstant això, no cal que el conjunt sigui precisament finit perquè pugui ser definit amb precisió.
Si x és element de A, llavors es diu que x pertany a A, o que x està a A. En aquest cas, aquesta proposició s'escriu o es representa formalment com: x ∈ A. Mentre que usar el símbol ∉ així: x ∉ A, vol dir que x no pertany a A.
Dos conjunts A i B són iguals quan tenen exactament els mateixos elements o, en altres paraules, ho són si cada element d'A és a la vegada element de B, i si cada element de B també pertany o està inclòs a A. Per exemple, el conjunt els elements del qual són 2, 3 i 5 és igual al conjunt de tots los nombres primers menors que 6. I si els conjunts A i B són iguals, això es representa comunament com A = B.
Els elements d'un conjunt el determinen íntegrament i això també és vàlid per a un conjunt buit, que és aquell que no té cap element, que es representa sovint com "Ø" o també "{ }". Llavors, partint del fet que fins i tot un conjunt buit està completament determinat pels seus elements, es conclou que només pot haver-hi un conjunt buit.